# Teoría feminista: de los márgenes al centro
Feminist Theory: From Margin to Center (traducido al español como Teoría feminista: de los márgenes al centro o Teoría feminista: del margen al centro) es un libro de la autora y teórica feminista bell hooks (Gloria Jean Watkins) y publicado en 1984. El libro reafirmó a su autora como referente en el pensamiento feminista negro. El "margen" en el título se refiere a la descripción que hace hooks de las mujeres negras como existentes en los márgenes y sus vidas ocultas de la corriente principal de la sociedad estadounidense, además de no ser parte de la teoría feminista dominante. El libro se publicó en francés en 2017 y en español en 2020.
En el prefacio de la nueva edición del libro, hooks describe cómo escribió el libro como respuesta a la necesidad de una teoría que tuviera en cuenta el género, la raza y la clase. Una necesidad que surgió de la observación de que el movimiento de liberación de la mujer se estructurara principalmente en torno a temas relevantes para las mujeres blancas con privilegios de clase.
En el primer capítulo, hooks hace una crítica de La mística de la feminidad (1963), de Betty Friedan, por ser una perspectiva unidimensional limitada de la realidad de las mujeres, incluso si es una discusión útil sobre el impacto de la discriminación sexista en un grupo selecto de mujeres, con educación universitaria, mujeres blancas casadas de clase media y alta; es decir, amas de casa. Hooks sostiene que Friedan no incluye las vidas, experiencias o necesidades de mujeres sin hombres, mujeres sin hijos, mujeres sin hogar, mujeres no blancas o mujeres pobres.
hooks utiliza el término patriarcado capitalista supremacista blanco como un lente a través del cual es posible criticar varios aspectos de la cultura estadounidense y ofrecer soluciones potenciales a los problemas que explora. hooks aborda temas que incluyen los objetivos del movimiento feminista, el papel de los hombres en la lucha feminista, la relevancia del pacifismo, la solidaridad entre las mujeres y la naturaleza de la revolución. La autora puede ser identificada en sus discusiones sobre estos temas como una feminista radical debido a sus argumentos de que el sistema en sí es corrupto y que lograr la igualdad en tal sistema no es posible ni deseable. En cambio, promueve una transformación completa de la sociedad y todas sus instituciones como resultado de una lucha prolongada, visualizando un mañana pacífico y que afirma la vida.